# جيني لي ونايت
جيني لي ونايت (بالإنجليزية: Jennie Lea Knight)‏ هي رسامة أمريكية، ولدت في 31 مارس 1933، وتوفيت في 23 مارس 2007 بسبب سرطان.